# 棕土

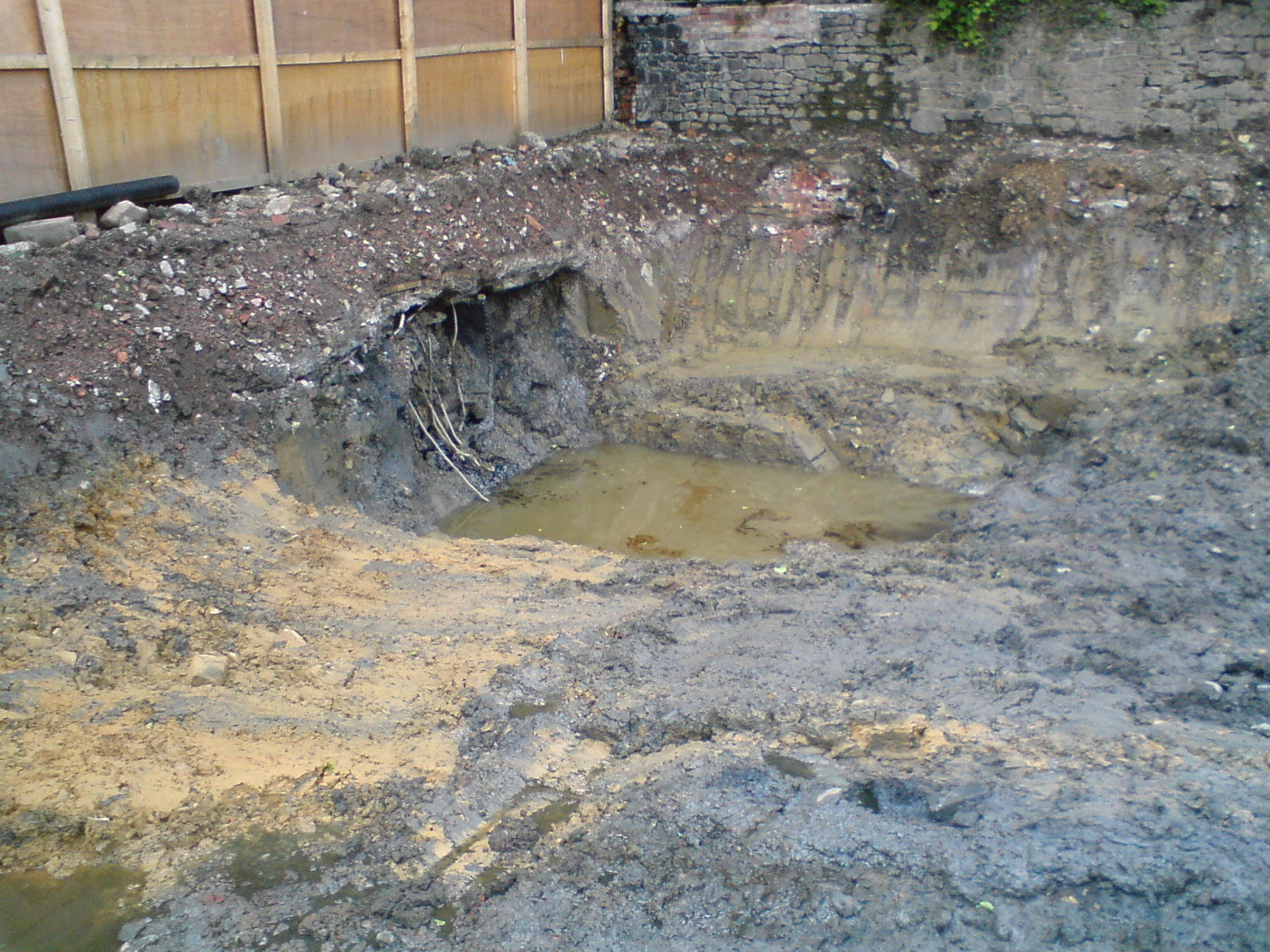
棕土的实例：废弃煤氣廠下經挖掘後的土壤，原來的地下储油槽导致了土壤污染。

棕土或稱為棕地（英語：brownfield），指被棄置的工業或商業用地而可以被重複使用的土地。此類土地可能在過往的土地利用中被少量的有害垃圾或其他污染物污染，土地的再次利用變得困難，需要得到適當的清理。

## 各地定義

### 美国
在美國都市計畫中，棕地指過去供工商業使用且或許受到低程度汙染的用地，經清理後具有重複使用開發可能的土地。故遭到重度污染的土地，例如超级基金清理场，並不完全屬於棕地的範疇。
“棕土”一词，最早出现2007年6月28日美国国会的一场由东北和中西部联合会（Northeast Midwest Congressional Coalition）主持的听证会中。同样在1992年，第一次与此有关的政策研究在俄亥俄州凯霍加县的规划委员会进行。1993年，美国环境保护署选择凯霍加县作为第一个棕土试点项目。
空间分布
一般来说，棕土位于城市或小镇的工业区，废弃前多为工厂、商业建筑或其他制造污染的土地利用方式。在早期的居民区中也可能存在小块的棕土。例如，许多提供干洗服务的公司或加油站，在土地利用的过程中大大提高了地下污染物的含量。这可能导致该地块在废弃后的数十年以棕土的闲置。
典型的棕土地下污染物有：泄漏的烃类，有机溶剂，农药，重金属例如铅（包含在油漆、含铅汽油等物质中），三丁基锡，和石棉。通过参考老地图中体现出的早期土地利用情况，人们可以定位潜在的棕土。

#### 再开发策略
在美国，许多创新性的金融手段和环境修复措施被应用到棕土清理工作中。例如，一些环境公司与保险公司联手，承包受损棕土的清理工作，并对一些特定的棕土提供清理保费，来限制土地开发者公开的环境整治成本和污染诉讼。环保公司最初会执行一个广泛的棕土位置调查以确保担保的清理费用是合理的，而他们不会因任何意料之外的事情而紧张。
近些年来在整治受损棕土方面运用的创新技术包括原位热修复（in situ thermal remediation）、生物修复（bioremediation）和原位氧化（in situ oxidation）。通常，这些策略都常结合使用或者与其他整治策略如土壤气相抽提（soil vapor extraction）相结合。在此过程中，土壤相位的蒸气被从土壤中提取并处理，这一过程具有消除土壤和地下水中污染物的作用。一些含有重金属污染物的棕土甚至通过一种叫植物修复（phytoremediation）的创新手段所清理，这一手段是随着植物的生长，深根性植物吸收土壤中的金属到植物组织。当吸收到一定程度后，组织中含有重金属污染物的植物将作为一种有危险性的废物被移除和处理。一种更新的整治棕土的技术包括一种铁嵌入有机硅材料的原位注射，这种注射可以产生长久有效的柔软的地下屏障。地下水穿过屏障时，其中的毒素和有机溶剂会在铁的作用下脱氯降解为无毒或低毒物。
一些研究正试图搞清楚棕土能否用来种植庄稼——尤其是用来制造生物燃料的作物。与DaimlerChrysler和NextEnergy公司合作的密歇根州立大学在密歇根州的奥克兰有一处试验站点，该站点曾被工业废弃物污染，而今种植着大豆、玉米、油菜和柳枝稷。目的是为了了解植物是否可以同时达到两个目的;协助修复污染，以及进行生物柴油和/或燃料乙醇的经济生产。
由于城镇周围的未利用地（俗称“绿地”）数量有限，同时也由于老城区亟需重新振兴，美国和欧洲其他国家的棕土再开发技术得到了长足发展。

### 香港
在香港，棕地一般指位於新界鄉郊地區的農地，特別是相對平坦及較容易到達的地區。這些地區一直充斥各式各樣的工業活動，例如露天貯物、港口後勤設施、工業工場、物流作業、回收場、建造機械及物料貯存等，大多是不配合周圍環境的工業活動。新界棕地自1980年代起擴散，原因包括隨著葵青貨櫃碼頭啟用及跨境經濟活動大量增長，對廉價及較平坦的港口後勤用地的需求不斷增加。全港有1,414公頃有營運的棕地，約75%、即1060公頃的有營運的棕地位於新界西北，佔最大面積的行業是一般倉庫/貯物（26.8%，即379公頃），其次是建造業（26.0%，即367公頃)、物流業(13.2%，即186 公頃）和車輛維修及相關行業（9.7%，即137公頃)。而超過八成棕地屬私人擁有。當局估算目前新界棕地多達1579公頃。組織綠色和平發現則辨認出1,958公頃棕地。

### 其他国家
但在英國和澳洲，棕地的定義並不特別限制受到汙染與否和汙染的程度。

## 参阅
- 都市計畫
- 土地利用
- 生物修复
- 植物修复
- 土壤气相抽提